# Triskaïdékaphobie
 (juillet 2009).
Si vous disposez d'ouvrages ou d'articles de référence ou si vous connaissez des sites web de qualité traitant du thème abordé ici, merci de compléter l'article en donnant les références utiles à sa vérifiabilité et en les liant à la section « Notes et références ».
La triskaïdékaphobie (du grec ancien τρεισκαίδεκα / treiskaídeka, « treize » et  φόβος / phóbos, « peur »)  est la phobie du nombre treize. C’est une superstition.

## Origine et historique

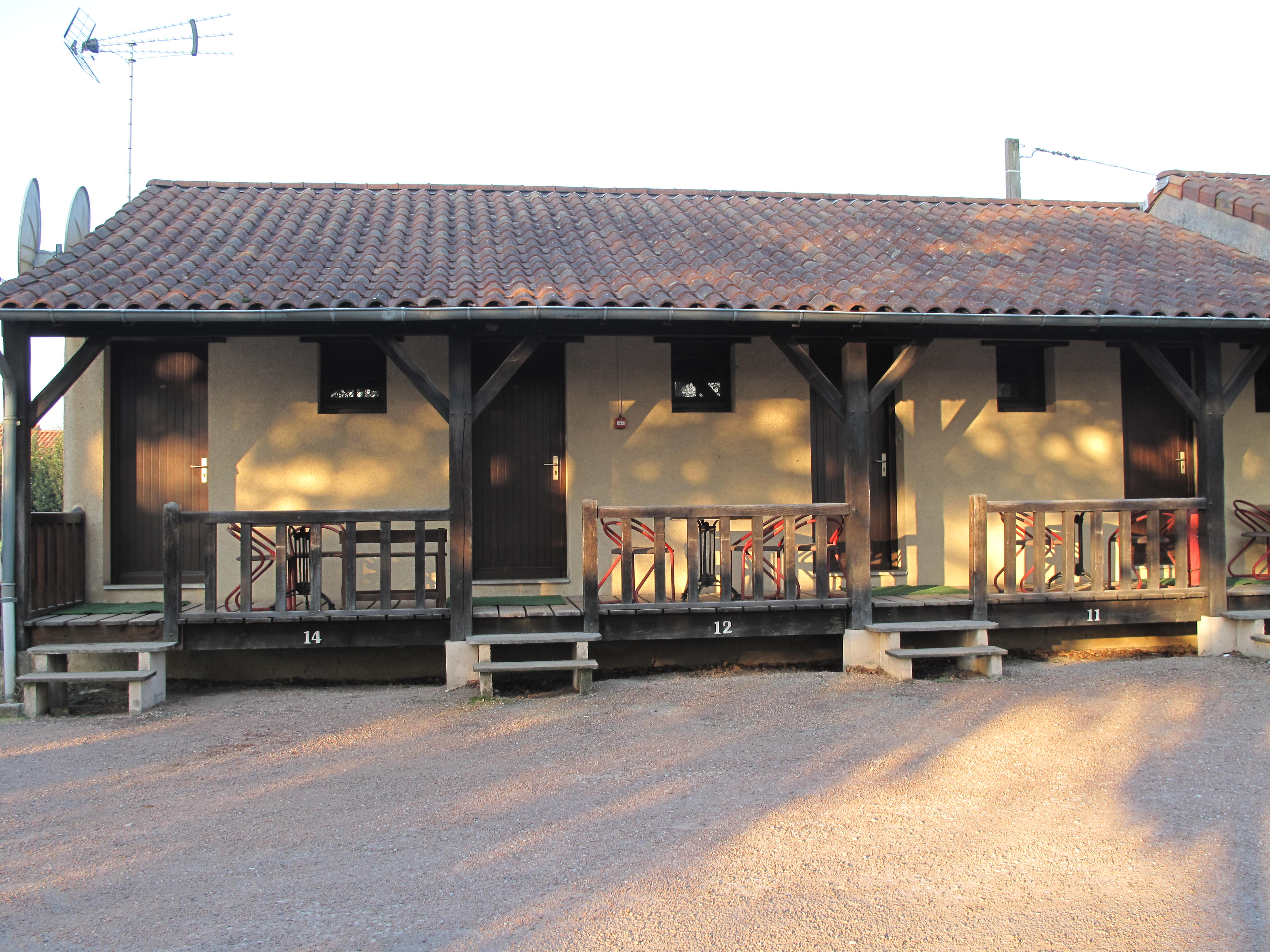
Dans cet hôtel, les chambres sont numérotées 11, 12, 14.

Les nombreuses incidences du nombre 13 dans divers domaines temporels, religieux, historiques ou mathématiques semblent expliquer le caractère mystérieux et les superstitions entourant ce nombre.
Le treize suit le nombre douze, qui symbolise accomplissement et cycle achevé. Il y a 12 mois dans l'année, 12 heures le jour et 12 la nuit. Le nombre est divisible par 2, 3, 4, ou 6 alors que 13 ne l'est que par 1 et par lui-même. Treize est donc considéré comme source de déséquilibre et tombe dans une portion opposée du divin ; il marque une évolution fatale vers la mort, vers l'achèvement d'une puissance et d'un accomplissement. Ainsi, durant l'Antiquité, les Perses croyaient que les douze constellations du Zodiaque influençaient les mois de l'année et que chacune régnait sur la terre pour un millier d'années. À la fin de ce cycle, le ciel et la terre sombraient dans le chaos. Cette croyance en la malchance associée au nombre treize est rappelée lors de la fête traditionnelle de Sizdah bedar qui voit les Iraniens quitter leur maison pour éloigner le mauvais sort, les familles passant leur journée généralement dans la nature, profitant d'un pique-nique et d'une fête.
Dans les religions chrétiennes, la symbolique du nombre 13, et plus particulièrement le vendredi treize, résulte d'une interprétation de la Cène au cours de laquelle Jésus avait réuni les douze Apôtres autour de lui, dont l'apôtre Judas, le traître qui conduira le Chist à la mort par crucifixion. Ils étaient donc treize à table et le nombre 13 fut ainsi associé, probablement au Moyen Âge, aux souffrances de Jésus. 
Cette phobie pourrait aussi avoir une origine historique : c'est le vendredi 13 octobre 1307 que les membres de l'Ordre des Templiers auraient été arrêtés et brûlés sur le bûcher. Selon la légende, la famille royale[Laquelle ?] aurait ensuite été confrontée à une longue série de malheurs. Pourtant c'est du 13 mai au 13 octobre 1917, que la vierge Marie serait apparue à trois bergers dans les landes du village de Fátima (Portugal), ce qui montre que le nombre 13 est ambivalent, comme beaucoup de symboles. Le pape Jean-Paul II, grièvement blessé par balle sur la place Saint-Pierre à Rome le 13 mai 1981, attribua sa survie à l'intervention de Marie lors de sa fête liturgique de Notre-Dame de Fatima.
La phobie du numéro 13 pourrait provenir de l'Antiquité. Au IVe siècle av. J.-C., Philippe II de Macédoine, eut l'idée d'ajouter sa statue à celle des douze dieux et il fut assassiné peu de temps après. Cependant, le caractère de mauvais augure associé à ce nombre provient de superstitions ultérieures (notamment la superstition des pays chrétiens) car après le IVe siècle av. J.-C., il arrivait encore de qualifier un roi ou un empereur de treizième dieu (tel Alexandre le Grand), et donc de considérer 13 comme de bon augure.
Mem, la treizième lettre de l'alphabet hébreu, est la première lettre du mot met (מת), qui signifie mort, tout comme le "M" de mort est la treizième lettre de l'alphabet latin.
Il en va de même du tarot, où la treizième carte représente la Mort par un squelette en train de faucher. Mais dans la symbolique du tarot de Marseille, le treizième arcane peut aussi signifier chasser les anciens schémas pour repartir sur de nouvelles bases, ce qui peut être interprété comme une renaissance.
La triskaïdékaphobie a peut-être également affecté les Vikings, le dieu Loki étant le treizième dieu de leur mythologie. Ce fut repris plus tard par les chrétiens, désignant Satan comme le treizième ange.

## Exemples
À certains endroits, en particulier aux États-Unis où entre 17 et 21 millions d’Américains seraient concernés par cette phobie, on élude le 13, passant du 12 au 14 ou utilisant 12a ou 12b à la place de 13. De même de 112 à 114, etc. :
- certains immeubles n'ont pas de treizième étage, par exemple la Hearst Tower aux États-Unis ;
- dans beaucoup de villes américaines, il n'y a pas de 13e rue ni de 13e avenue[6] ;
- la plupart des services hospitaliers ne possèdent pas de lit ou de chambre 13, en prévision de certains patients triskaïdékaphobes ;
- certains hôtels n'ont pas de chambre 13 (ou numérotent la chambre 12bis), surtout s'ils ont une clientèle internationale, susceptible d'être triskaïdékaphobe ;
- certains cinémas n'ont pas de salle 13 ;
- le London Eye n'a pas de capsule (cabine) 13 ;
- le logiciel WinZip n'a pas de version 13, mais ce cas est semble-t-il isolé ;
- dans beaucoup d'aéroports, il n'y a pas de porte d'embarquement 13 et la plupart[7] des compagnies aériennes dont Air France[réf. souhaitée], n'ont pas de siège 13 en cabine ;
- divers commerces éludent la treizième rangée et le treizième siège ;
- le magazine Spirou n'a pas de page 13, remplacée par la page 12bis, afin de tourner en dérision la triskaïdékaphobie ;
- le compositeur Arnold Schönberg souffrait de cette phobie[8]. Il est né un dimanche 13 et décédé à l'âge de 76 ans (7 + 6 = 13) un vendredi 13[9],[10] ;
- Fabian Cancellara, coureur cycliste, retourne son dossard lorsque celui-ci est le numéro 13[11] ;
- le pilote de Formule 1 Pastor Maldonado porte depuis 2014 le numéro 13 à sa demande. Néanmoins, à la suite de deux accidents mortels en 1925 et 1926, de nombreuses compétitions comme la Formule 1 n'attribuent pas d'office à un concurrent le numéro 13, sauf si celui-ci le demande, généralement pour une compétition à domicile[12]. C'est le sujet de la bande dessinée de Michel Vaillant Le 13 est au départ ;
- lors de la construction du pont de l'Øresund le 13e bloc de son tunnel a été appelé 12bis. Malgré cela, un incident a tout de même eu lieu lors de la pose du bloc au fond de la mer.
- Une carte de Magic : L'Assemblée est nommée Triskaïdékaphobie[13]. Elle a la capacité de faire perdre les joueurs qui ont 13 points de vie au début de l'entretien du joueur qui a posé cet enchantement.
- En Irlande les immatriculations des véhicules commencent par l'année, sur deux chiffres, jusqu'en 2013 où pour éviter une numérotation en 13 il est ajouté 1 ou 2 pour indiquer le semestre. Cette exception a toujours cours.

On rencontre dans d'autres pays des phobies similaires concernant d'autres nombres :
- en Italie, le 17, car celui-ci, écrit en chiffres romains (XVII) est l'anagramme du mot latin VIXI, qui signifie « j'ai vécu » (i.e. « je suis mort ») ;
- en Chine et au Japon, le 4 dont une lecture shi (四?) est une homophonie du mot désignant la mort shi (死?).

Le mot triskaïdékaphobie est une composition étymologiquement correcte mais assez arbitraire : on peut de même appeler hexakosioihexekontahexaphobie la peur du nombre de la Bête (666), mais dans les pays anglophones, le mot est plutôt employé comme virelangue que pour réellement désigner la notion.
Le groupe de rock progressif Présent consacre ce nom à son premier album Triskaïdékaphobie, sorti en 1980 et réédité en 2014 (Cunéiform records).